# Phong Đông
Phong Đông là một xã thuộc huyện Vĩnh Thuận, tỉnh Kiên Giang, Việt Nam.

## Địa lý
Xã Phong Đông có vị trí địa lý:
- Phía đông và phía nam giáp tỉnh Bạc Liêu
- Phía tây giáp xã Vĩnh Phong
- Phía bắc giáp xã Vĩnh Bình Nam và thị trấn Vĩnh Thuận.

Xã Phong Đông có diện tích 30,17 km², dân số năm 2020 là 4.771 người, mật độ dân số đạt 158 người/km².

## Hành chính
Xã Phong Đông được chia thành 5 ấp: Cái Chanh, Cái Nhum, Ruộng Xạ 2, Thạnh Đông, Vĩnh Thạnh.

## Lịch sử
Ngày 10 tháng 10 năm 1981, Hội đồng Bộ trưởng ban hành Quyết định 109-HĐBT về việc chia xã Vĩnh Phong thành ba xã lấy tên là xã Phong Đông, xã Vĩnh Phong và xã Phong Tây.
Ngày 24 tháng 5 năm 1988, Hội đồng Bộ trưởng ban hành Quyết định 92-HĐBT về việc sáp nhập 2 xã Phong Đông, Phong Tây vào xã Vĩnh Phong.
Ngày 6 tháng 4 năm 2007, Chính phủ ban hành Nghị định 58/2007/NĐ-CP về việc thành lập xã Phong Đông thuộc trên cơ sở điều chỉnh 2.557 ha diện tích tự nhiên và 5.949 nhân khẩu của xã Vĩnh Phong.